# Jeffreys Bay
Bản mẫu:Infobox South African town 2011
Jeffreys Bay (tiếng Afrikaans: Jeffreysbaai, còn được gọi là J-bay) là một thị xã nằm ở tỉnh Eastern Cape của Nam Phi. Thị xã nằm ngay gần xa lộ N2, khoảng 75 km về phía tây nam của Port Elizabeth.
Jeffreys Bay được đặt tên theo đối tác cao cấp của hãng Jeffrey & Glendinnings, đơn vị đã mở một cửa hàng vào năm 1849 trên địa điểm mà ngày nay thị trấn tọa lạc.
Jeffrey được cho là người đầu tiên đã định cư ở đó.
Trong những năm cuối thập niên 1960 và đầu thập niên 1970, Jeffreys Bay được biết đến như một nơi lui tới của giới hippie, nơi xuất phát của cộng đồng lướt sóng nay đang phát triển nhanh. Trong những năm qua Jeffreys Bay đã phát triển từ một thị trấn đánh cá nhỏ tẻ nhạt để trở thành một trong những đô thị phát triển nhanh nhất của Nam Phi.
Jeffreys Bay là một trong năm điểm đến lướt sóng nổi tiếng nhất thế giới (xếp số 2 trên danh sách lướt sóng "tốt nhất thế giới") trên thế giới và chủ nhà đăng cai sự kiện lướt sóng Billabong Pro ASP World Tour tổ chức hàng năm tại Super Tubes trong tháng Bảy. Khán giả và người lướt chuyên nghiệp từ khắp nơi trên thế giới đổ đến sự kiện này.